# Alejandro Finocchiaro
Alejandro Oscar Finocchiaro (San Fernando, 27 de agosto de 1967) es un abogado y político argentino. Fue ministro de Educación de la Nación entre 2017 y 2019. Antes fue director general de Cultura y Educación de la provincia de Buenos Aires y subsecretario de Políticas Educativas y Carrera Docente en la Ciudad Autónoma de Buenos Aires. Desde 2021 es diputado nacional por la provincia de Buenos Aires.

## Trayectoria
Es abogado por la Universidad de San Andrés
Entre 2011 y 2015 fue nombrado por Mauricio Macri subsecretario de Políticas Educativas y Carrera Docente en la Ciudad Autónoma de Buenos Aires, asumió cuando el 22 de marzo de 2012 la Cámara Federal ratificó el procesamiento contra Mariano Narodowski, su antecesor, en el marco de la causa por escuchas ilegales, por lo que debió renunciar y ser reemplazado.
Durante el año 2012 el Ministerio de Educación de la Ciudad confirmó que se cerraron 220 cursos de primaria, técnica y media, desatando fuertes controversias en el ámbito educativo, provocando la movilización de diferentes gremios docentes como la Unión de Trabajadores de la Educación, así también como la de padres y alumnos afectados por dichas medidas.Durante su paso por el ministerio porteño llevó adelante una reducción del presupuesto (desde el 30 % hasta el 20 % del total).
Durante el invierno se presentó un conflicto por la falta de calefacción en las escuelas enunció que existían 480 escuelas en emergencia. Tras ello  un movimiento de estudiantiles decidió llevar frazadas como símbolo de protestas debido a la falta de calefacción en los colegios. Forma parte de International Holocaust Remembrance Alliance.

En 2015 se pronunció en contra de la gratuidad de la educación pública considerando que la universidad sin pago era populismo y demagogia y que debía arancelarse la educación universitaria pública.
En diciembre de 2015 fue designado por la gobernadora del PRO María Eugenia Vidal como director general de Cultura y Educación de la provincia de Buenos Aires.se elaboró un manual en las escuelas primarias que según diversos periodistas y analistas se utilizó para adoctrinar niños, presentando la historia reciente del país con una mirada sesgada a favor del gobierno de Mauricio Macri. El manual contenía imágenes del mandatario y lemas partidistas de su partido político Cambiemos. Al respecto la pedagoga Adriana Puiggrós lo calificó de acto de invasión del espacio educativo por parte de la publicidad de Cambiemos y en particular de Macri. Dicho manual acusado de adoctrinamiento también llegaría meses después a las escuelas de Mendoza, gobernada por la alianza Cambiemos.Durante su gestión se produjo una caída del presupuesto universitario de las del 40 por ciento lo que llevó a un paro estudiantil y de profesores en las 57 universidades públicas nacionales debido a los reclamos salariales y presupuestarios,abarcando 190 000 docentes y 1 600 000 alumnos. El 30 de agosto de 2018 una multitud de más de 300.000 universitarios se movilizaron desde el Congreso a la Casa Rosada para protestar contra las políticas de vaciamiento educativo y el recorte presupuestario, la marcha se sumó a un abrazo de 30 mil personas a la Universidad de Córdoba y otros de miles a la Universidad Nacional de La Plata y la de Quilmes; a la marcha de Rosario y a las tomas de la Universidad Nacional de Cuyo, de Comahue, de Córdoba y de La Pampa, entre otras.Durante su primer año el presupuesto de Cambiemos de 2018 que implicaba recortes del 44% en becas universitarias, 14.1% en recursos para formación docente y 52.5% para el ex Conectar Igualdad con respecto al año anterior, además de continuar con las disminuciones del 11% para el presupuesto a universidades nacionales y del 42% en el FUNDAR que financia voluntariados e infraestructura, si se lo comparaba con 2015.
Desde julio de 2017 hasta diciembre de 2019 ocupó el cargo de ministro de Educación de la Nación. Como ministro, a poco de asumir decidió reducir el programa Nuestra Escuela, dando de baja el plan que permitía que miles de docentes de todo el país accedieran a un posgrado gratuito a través de cursadas de capacitación en línea, comenzando en enero de 2018 con el cierre de tres postítulos. Al mismo tiempo, vía decreto, eliminó la paritaria nacional docente, lo que causó conflictos en varias provincias. El conflicto derivó en una huelga y en la suspensión del dictado de clases en las 57 universidades nacionales, abarcando 190 000 docentes y 1 600 000 alumnos. Además del recorte de 3000 millones de pesos en las universidades públicas. Al final de su gestión fueron publicados los resultados de la Evaluación educativa de la Unesco ERCE 2019, en la cual Argentina tuvo su peor resultado histórico;
sólo 1 de cada 100 estudiantes argentinos alcanzó el nivel más alto en Lectura, varios ministros posteriores señalaron que el resultado negativo se debió al deterioro causado por el “retroceso en la inversión educativa” durante la época de Finocchiaro. Al respecto la portavoz presidencial expresó: "El desprecio por la educación pública del Gobierno de Macri nos llevó a un piso histórico. Las evaluaciones de 2019 muestran el daño infringido por la desinversión en el área", entre 2016 y 2019 Argentina retrocedió 20 puestos en el índice de calidad educativa, colocando para 2019 los resultados entre los peores de la región.
 Tras tres años de Finocchiaro en el ministerio, la Argentina cayó en todos sus resultados en comparación con 2013, momento en el que se hizo la evaluación educativa integral por última vez. Otras evaluaciones cómo la Prueba PISA demostraron que Argentina cayó en ranking educativo mundial durante este periodo.Después de alcanzar el 6.3 por ciento del PBI en inversión educativa en el año 2015, la reducción entre 2015 y 2016 fue de 65.000 millones de pesos, lo que significa una caída al 5,80 y 5,65 del PBI en 2016 y 2017 respectivamente.Entre 2016 y 2018 el presupuesto nacional para reparar escuelas cayó de 9.290 a 2.614 millones de pesos, en educación digital de 3.400 a 1.428 millones de pesos y la construcción de jardines de infantes de 6.063 a 2.528 millones de pesos.
Durante su paso por el ministerio también congeló los salarios y el Fondo Nacional de Incentivo Docente (FONID), ajustó y redujo el presupuesto del sistema educativo, desmanteló el Conectar Igualdad y otros programas socioeducativos. Al final de su gestión dejó sin repartir 120 mil notebooks a estudiantes.Llevó a cabo una política de recortes de presupuesto. Entre diciembre de 2015 y diciembre de 2017 los salarios de los docentes argentinos perdieron un 40 por ciento en términos reales debido a la suspensión de la paritaria docente, para 2018 se encontraban entre los más bajos a nivel mundial. Varios informes y estudios han destacado esta situación, señalando que la pérdida de poder adquisitivo debido a la inflación y la falta de aumentos salariales acordes han dejado a los docentes con ingresos muy por debajo de la media internacional y, en algunos casos, incluso por debajo de la línea de pobreza. 
En septiembre de 2018 Mauricio Macri, agrupó el Ministerio de Educación, Cultura, Ciencia y Tecnología, absorbiendo los antiguos ministerios de Cultura y de Ciencia, Tecnología e Innovación Productiva. Durante esta etapa se produjeron fuertes recortes en el presupuesto de ciencia y tecnología Los recortes presupuestarios y la degradación del Ministerio de ciencia,produjeron diversas protestas de la comunidad científica nacional y una carta de repudio de la comunidad científica internacional, firmada por once Premios Nobel y 1200 investigadores. Meses más elmgonierno dispone quea CONAE quede bajo su órbita. Ese mismo año se dispuso la suspensión de la construcción del satélite geoestacionario ARSAT-3. Las políticas de reducción de la inversión en ciencia y tecnología, fue causante de uno de los períodos con más fuga de cerebros de la historia Argentina tras la noche de los bastones largos.Durante su paso por la Secretaria de Políticas Universitarias de la Nación  tuvo lugar un paro en las 57 universidades públicas nacionales debido a los reclamos salariales planteados por los gremios, que resolvieron realizar una huelga y suspender el dictado de clases en las 57 universidades nacionales, abarcando 190 000 docentes y 1 600 000 alumnos. El 30 de agosto una multitud de más de 300.000 personas se movilizaron desde el Congreso a la Casa Rosada para protestar contra las políticas de vaciamiento educativo y el recorte presupuestario, la marcha se sumó a un abrazo de 30 mil personas a la Universidad de Córdoba y otros de miles a la Universidad Nacional de La Plata y la de Quilmes; a la marcha de Rosario y a las tomas de la Universidad Nacional de Cuyo, de Comahue, de Córdoba y de La Pampa, entre otras.
En 2019 se presentó como candidato a intendente del Partido de La Matanza por Juntos por el Cambio. En las elecciones primarias de agosto de 2019, obtuvo el 20.52% de los votos, frente al candidato del Frente de Todos Fernando Espinoza que obtuvo el 60.40% de adhesiones.

## Denuncias en su contra

### Denuncia por malversación de fondos
En 2018, Margarita Stolbizer denunció a Finocchiaro y otros funcionarios del gobierno nacional por los delitos de administración fraudulenta e incumplimiento de sus deberes. La causa se inició debido a que en junio de 2018 solo se habían construido 14 jardines de infantes de los 120 pactados para mediados de 2017, sobre un total de 3000 prometidos para diciembre de 2019. La denuncia señala que se había adjudicado a distintas empresas el monto de $400 millones en 2016, $1800 millones durante 2017 y $900 millones en el primer semestre de 2018, sin que  se hubieran efectuado las obras comprometidas ni hubiera certeza acerca del destino de los fondos.

### Denuncia por abuso sexual
En mayo de 2018 fue denunciado a la Justicia por abuso sexual, que habría sido cometido en 1983, cuando la víctima era una niña de 13 años. Como el hecho no fue denunciado en aquel momento, el juez de garantías, a pedido del fiscal, declaró la prescripción de la denuncia por haber transcurrido 35 años. Finocchiaro querelló por calumnias a la denunciante, quien en noviembre de 2018 se retractó de lo que había manifestado en su denuncia y propalado por diversos medios. La denunciante afirmó que la denuncia había sido falsa.
Más tarde, se publicó que la denuncia habría sido promovida por un aspirante a ocupar la intendencia del distrito de La Matanza —también de la alianza Cambiemos— que habría buscado perjudicar la imagen del ministro.

## Premios
Recibió el premio al Graduado Destacado de la Universidad de San Andrés (UdeSA) por ser un alumno de dicha universidad

## Publicaciones
- Un estudio sobre autonomía universitaria (1ª edición). Prometeo Libros. 2004. ISBN 978-950-9217-76-8.
- El mito reformista (1ª edición). Eudeba. 2014. ISBN 978-950-23-2240-7.
- Hay un solo camino, la educación (1ª edición). Planeta. 2018. ISBN 978-950-49-5978-6. Participación en obra colectiva.